# Dessima Williams

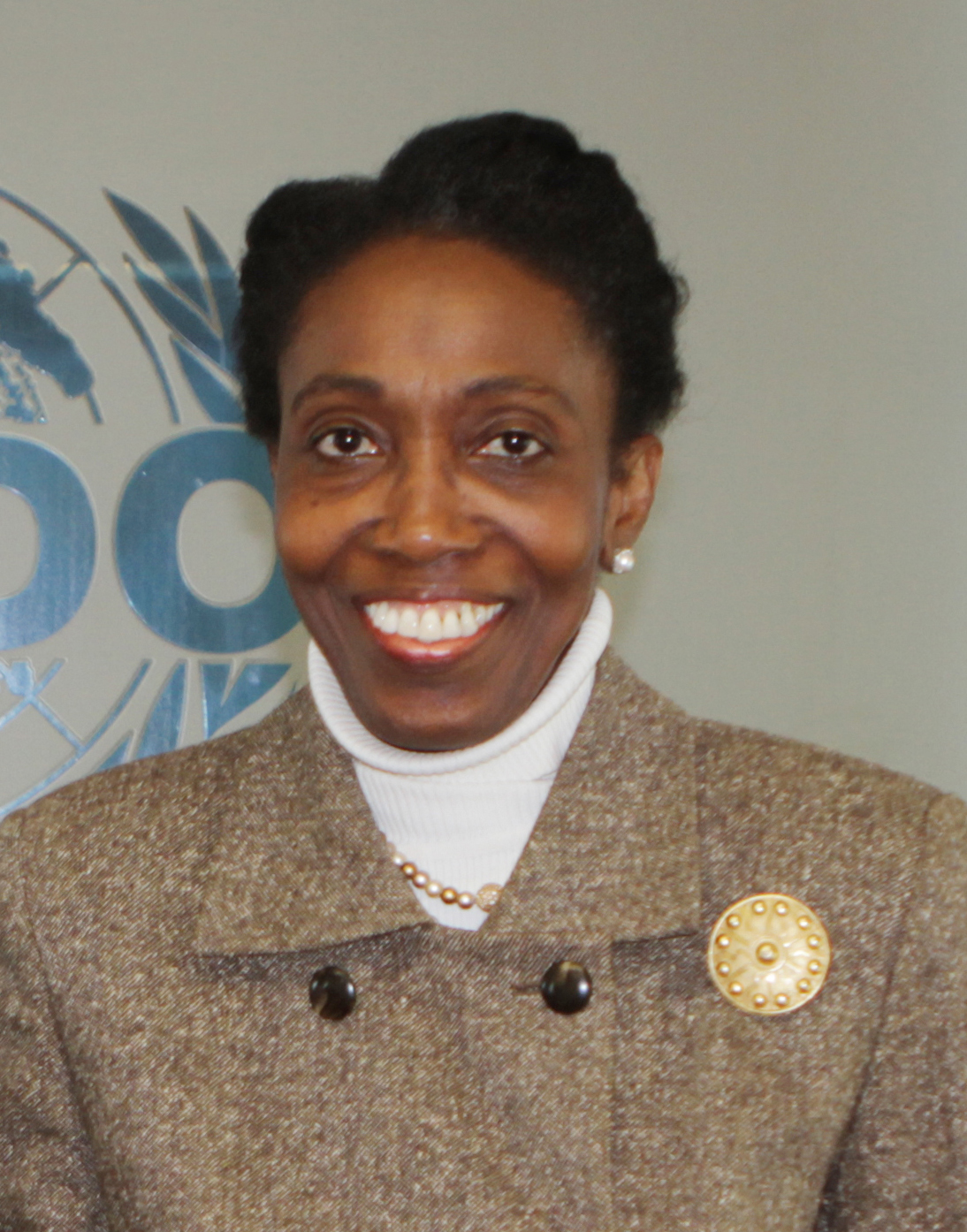
Dessima Williams (2014)

Dessima M. Williams ist eine grenadische Diplomatin, Botschafterin und Hochschullehrerin. Sie war von 2009 bis 2013 Ständige Vertreterin bei den Vereinten Nationen und von 2012 bis 2014 Vorsitzende der Allianz der kleinen Inselstaaten (AOSIS). Ihr Verhandlungsgeschick hatte Bedeutung für das Übereinkommen von Paris im Jahr 2015.

## Berufsweg
Dessima Williams studierte an den Universitäten American University sowie University of Minnesota und wurde promoviert.
Im diplomatischen Dienst ihres Landes war Williams in den 1980er Jahren Vertreterin bei der Organisation Amerikanischer Staaten (OAS), stellvertretende Gouverneurin der Weltbank und stellvertretende Ständige Vertreterin bei der Interamerikanischen Frauenkommission (CIM). Als Hochschullehrerin lehrte sie Soziologie, Entwicklung und Gender an der Brandeis University in Waltham (Massachusetts). In Grenada gründete Williams das Grenada Education and Development Programme (GRENED), das Studenten unterstützt und fördert. Sie setzte sich für die Rechte von Frauen und Mädchen, für Bauern und für die ländliche Entwicklung ein und leitete auch ein Unternehmen im Bereich des Tourismus.
Dessima Williams kehrte in den diplomatischen Dienst zurück und wurde 2009 zur außerordentlichen und bevollmächtigten Botschafterin Grenadas bei den Vereinten Nationen akkreditiert. Sie übte dieses Amt bis 2013 aus. Von 2012 bis 2014 war sie zudem Vorsitzende der Allianz der kleinen Inselstaaten. In diesem Amt leitete sie eine „40-Insel-Kampagne“ gegen den globalen Klimawandel. Ehrgeiziges Ziel war es, den durchschnittlichen globalen Temperaturanstieg aus dem Kopenhagener Abkommen von 1,5 Grad auch im Pariser Abkommen festzuschreiben. Williams konnte den Staaten der Inselallianz Investitionen in erneuerbare Energie sichern. bei den Pariser Verhandlungen spielten die kleinen Inselstaaten eine Schlüsselrolle. 
Williams wechselte in den Dienst der Vereinten Nationen und diente während deren 71. Sitzungsperiode (2016–2017) dem Präsidenten der Generalversammlung Peter Thomson als Sonderberaterin für die Umsetzung der Ziele für nachhaltige Entwicklung.
Dessima Williams war auch Mitglied des Club of Rome.

## Veröffentlichung
- Mitwirkung bei: Tony Martin In Nobody’s Backyard. The Grenada Revolution in Its Own Words. 2 Bände. The Majority Press, Dover, Massachusetts 1984.